# 蜜雪兒
蜜雪兒，或译为蜜雪儿、蜜雪、美雪、米雪、米切尔等。该名字源自于法语，但现今在广大的英语和法语使用者中均有广泛的使用。米歇尔可以指：

## 以米歇尔为名的人
- Michel'le，20世纪80年代和90年代活跃的嘻哈艺人
- 米歇尔·安德鲁斯（Michelle Andrews），澳大利亚曲棍球中场球员
- 美雪·巴賓（Michelle Babin），美国模特儿
- 米歇尔·巴切莱特（Michelle Bachelet），智利总统
- 密雪儿·布蘭奇（Michelle Branch），美国歌手
- 米歇尔·库索卡贝拉（Michelle Caruso-Cabrera），CNBC的播音
- 米歇尔·钱德勒（Michelle Chandler），澳大利亚篮球运动员
- 米歇尔·克利夫（Michelle Cliff），作家
- 米歇尔·福布斯（Michelle Forbes），女演员
- 米歇尔·亨泽尔（Michelle Hunziker），瑞士时装模特
- 关颖珊（Michelle Kwan），美国职业花样滑冰运动员
- 米歇尔·莱斯利（Michelle Leslie），澳大利亚模特
- 米歇尔·麦多克（Michelle Madhok），白猫媒体公司（White Cat Media LLC）的執行長
- 米歇尔·麦尔金（Michelle Malkin），专栏作家
- 米歇尔·麦库尔（Michelle McCool），世界职业摔跤协会职业摔跤手
- 米歇尔·麦克林（Michelle McLean），1992年环球小姐，来自納米比亞
- 蜜雪兒·摩納漢（Michelle Monaghan），女演员
- 米歇尔·奥巴马（Michelle Obama）， 美国政治家和2008年美国总统大选候选人贝拉克·奥巴马之妻
- 蜜雪兒·菲佛（Michelle Pfeiffer），美国女演员
- 米歇尔·罗尔（Michelle Rohl），美国竞走运动员
- 米歇尔·瑞安（Michelle Ryan），英国女演员
- 米歇尔·斯维士琪（Michelle Sawatzky），加拿大排球运动员
- 米歇尔·史蒂芬森（Michelle Stephenson），英国作曲和演唱歌手，原Spice Girls 的成员之一
- 蜜雪兒·柴藤伯（Michelle Trachtenberg），美国女演员
- 魏圣美（Michelle Wie），韩裔美国高尔夫运动员
- 蜜雪兒·威廉絲（Michelle Williams），美国女演员，以出演电视剧恋爱时代和断背山而知名
- 米歇尔·威廉斯 (歌手)（Michelle Williams），美国R&B歌手，命运之子乐团三人组之一
- 米歇尔·莱特（Michelle Wright），加拿大乡村音乐家
- 米雪（Michelle Yim），香港演員
- 杨紫琼（Michelle Yeoh），一位马来西亚出生的香港演员
- 诗雅（Michelle），香港女艺人
- 陳妍希（Michelle Chen），台灣女艺人

## 虚构人物
- 米歇尔·弗莱赫奇（Michelle Anabeth Flaherty）, 美国派中的虚构人物
- 米歇尔·理查森（Michelle Richardson）, 电视剧Skins中的虚构人物

|  | 本页或本分段罗列了有着相同名的人物，如果是一个内链将您引导到本页，您可能愿意通过点击对应的链接到达想要的条目。 |